# Cephea cephea
Cephea cephea är en manetart som först beskrevs av Forskål 1775.  Cephea cephea ingår i släktet Cephea och familjen Cepheidae. Inga underarter finns listade i Catalogue of Life.

## Bildgalleri

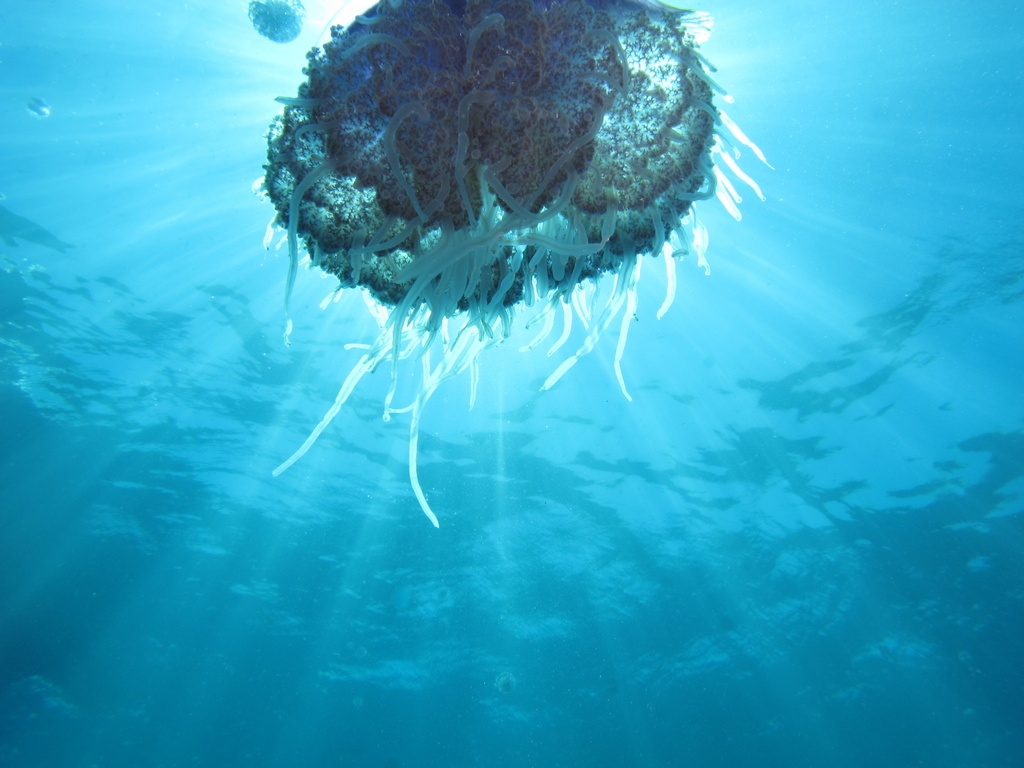
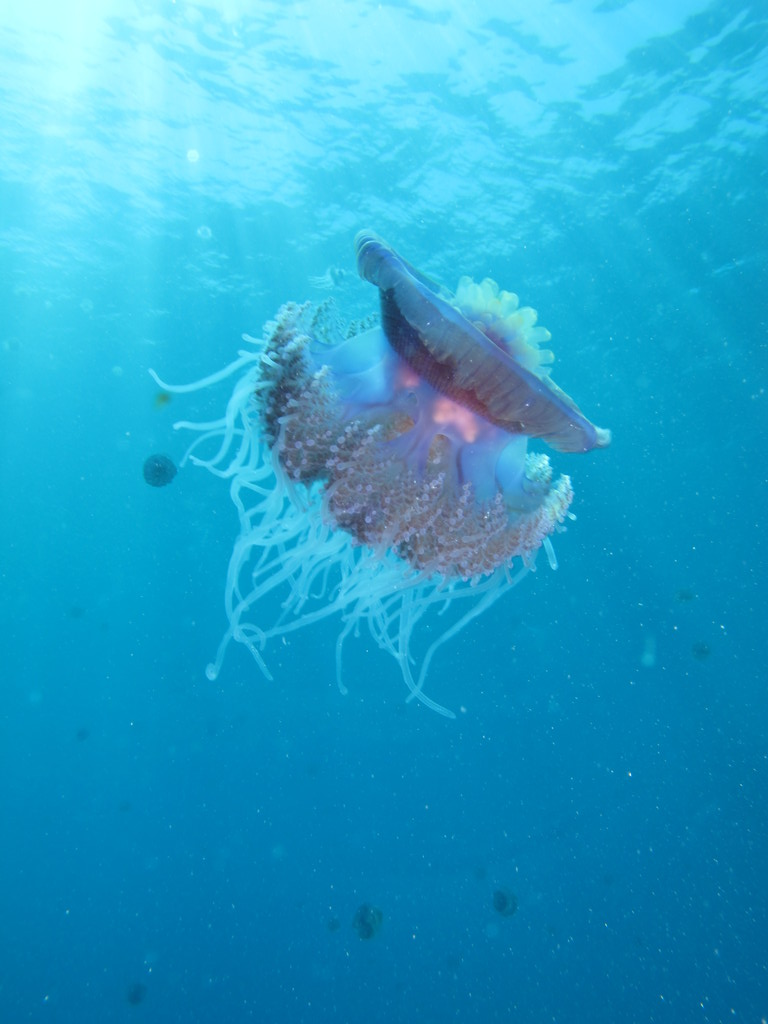
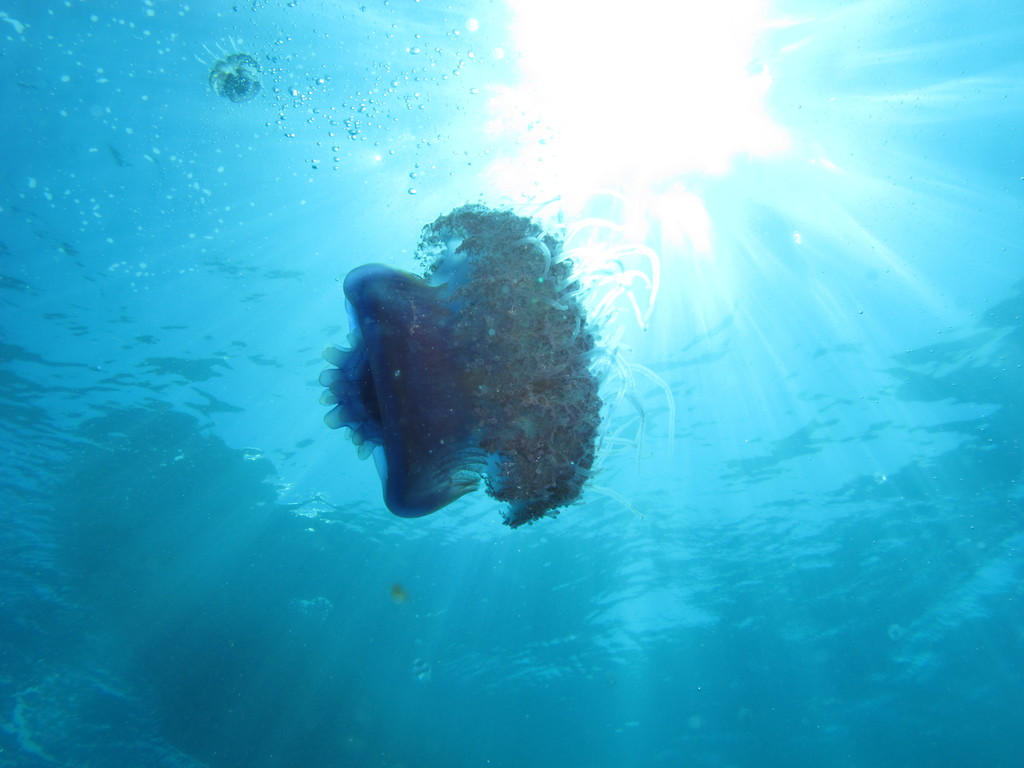
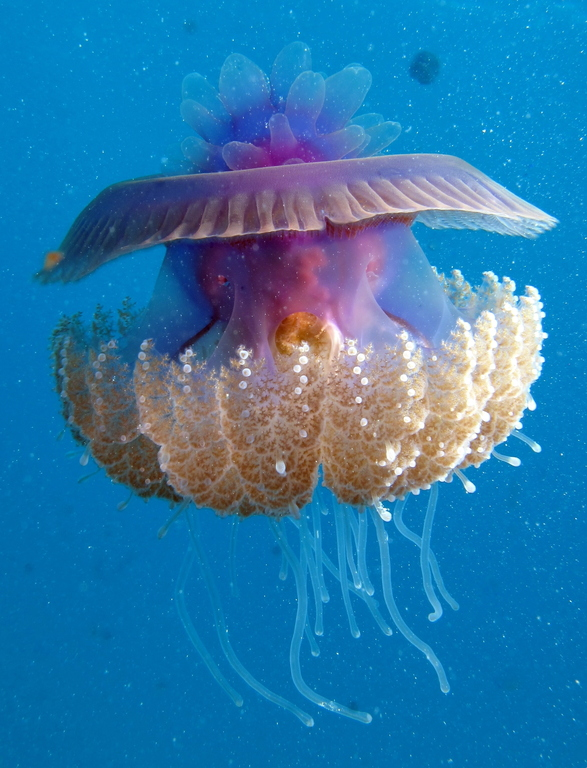
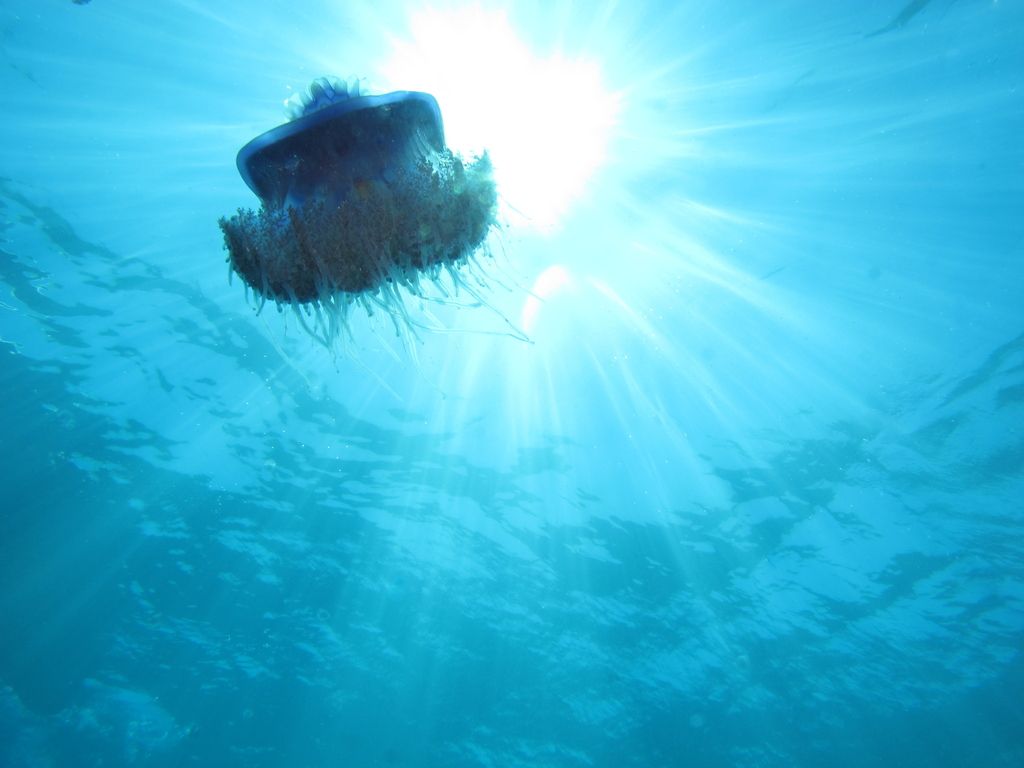
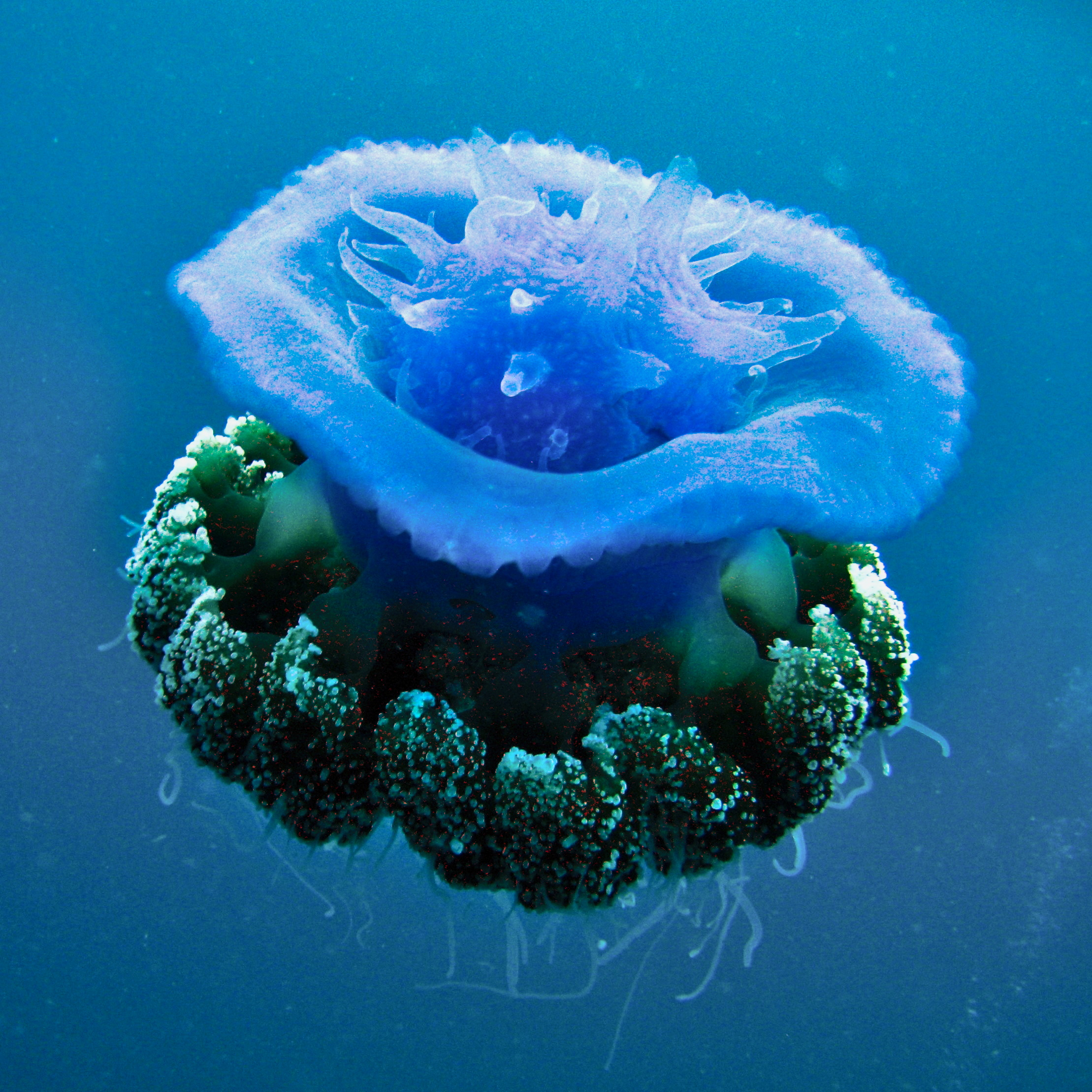